# Planeta oceânico

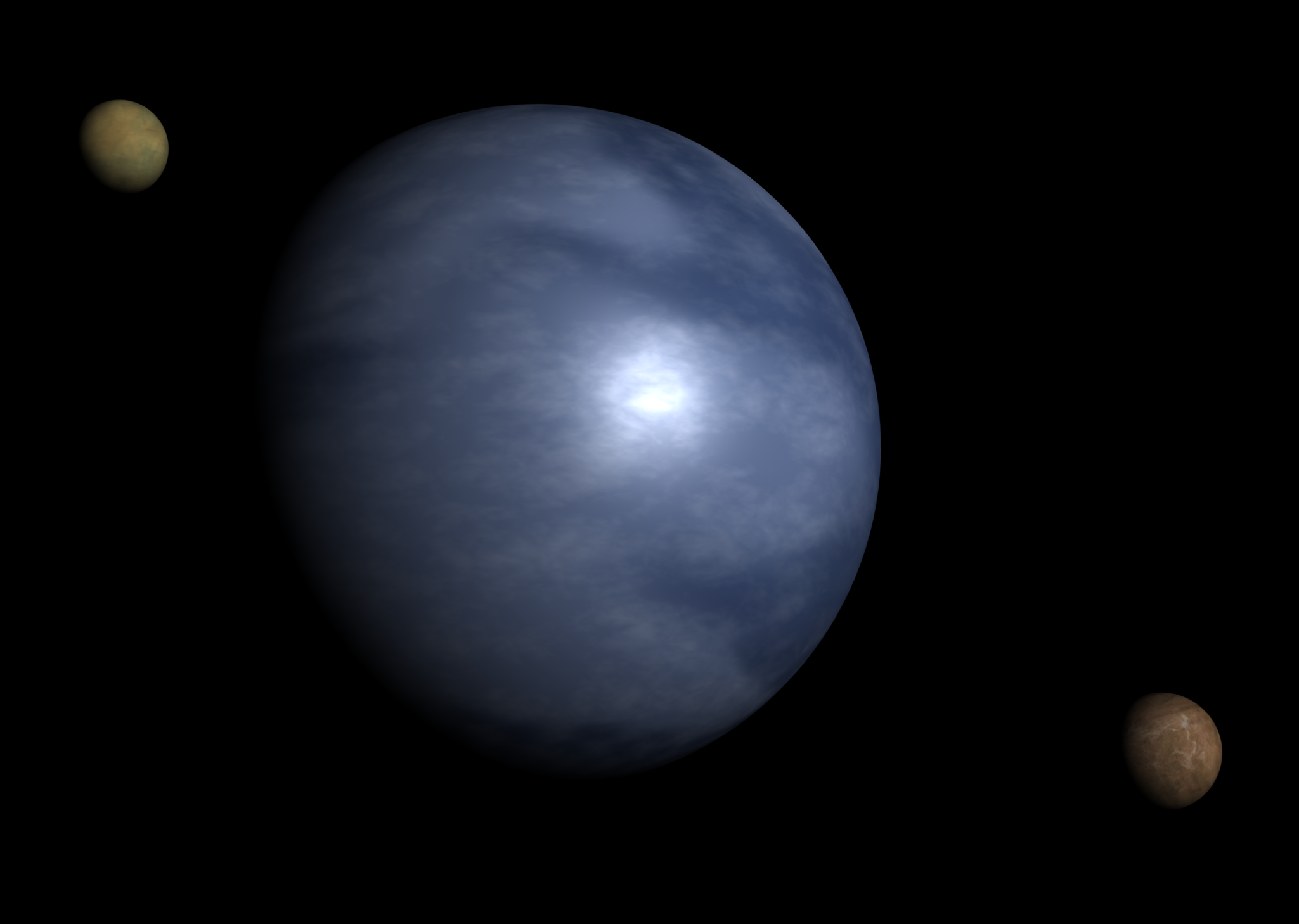
Concepção artística de um teórico planeta oceânico

Planeta oceânico, mundo oceânico, mundo aquático, aquaplaneta ou planeta pantalássico é um tipo de planeta terrestre que contém uma quantidade substancial de água como hidrosfera em sua superfície ou dentro de um oceano subterrâneo. O termo mundo oceânico também é usado às vezes para corpos astronômicos com um oceano composto de um fluido diferente ou talassogênio, como lava (no caso de Io), amônia (em uma mistura eutética com água, como é provável o caso de oceano interno de Titã) ou hidrocarbonetos como na superfície de Titã.
A Terra é o único objeto astronômico conhecido por ter corpos de água líquida em sua superfície, embora vários exoplanetas tenham sido encontrados com as condições certas para suportar água líquida. Para exoplanetas, a tecnologia atual não pode observar diretamente a água líquida da superfície, então o vapor de água atmosférico pode ser usado como substituto. As características dos mundos oceânicos – ou planetas oceânicos – fornecem pistas sobre sua história e a formação e evolução do Sistema Solar como um todo. De interesse adicional é seu potencial para originar e hospedar vida .
Em junho de 2020, cientistas da NASA relataram que é provável que exoplanetas com oceanos sejam comuns na Via Láctea, com base em estudos de modelagem matemática.

## Formação

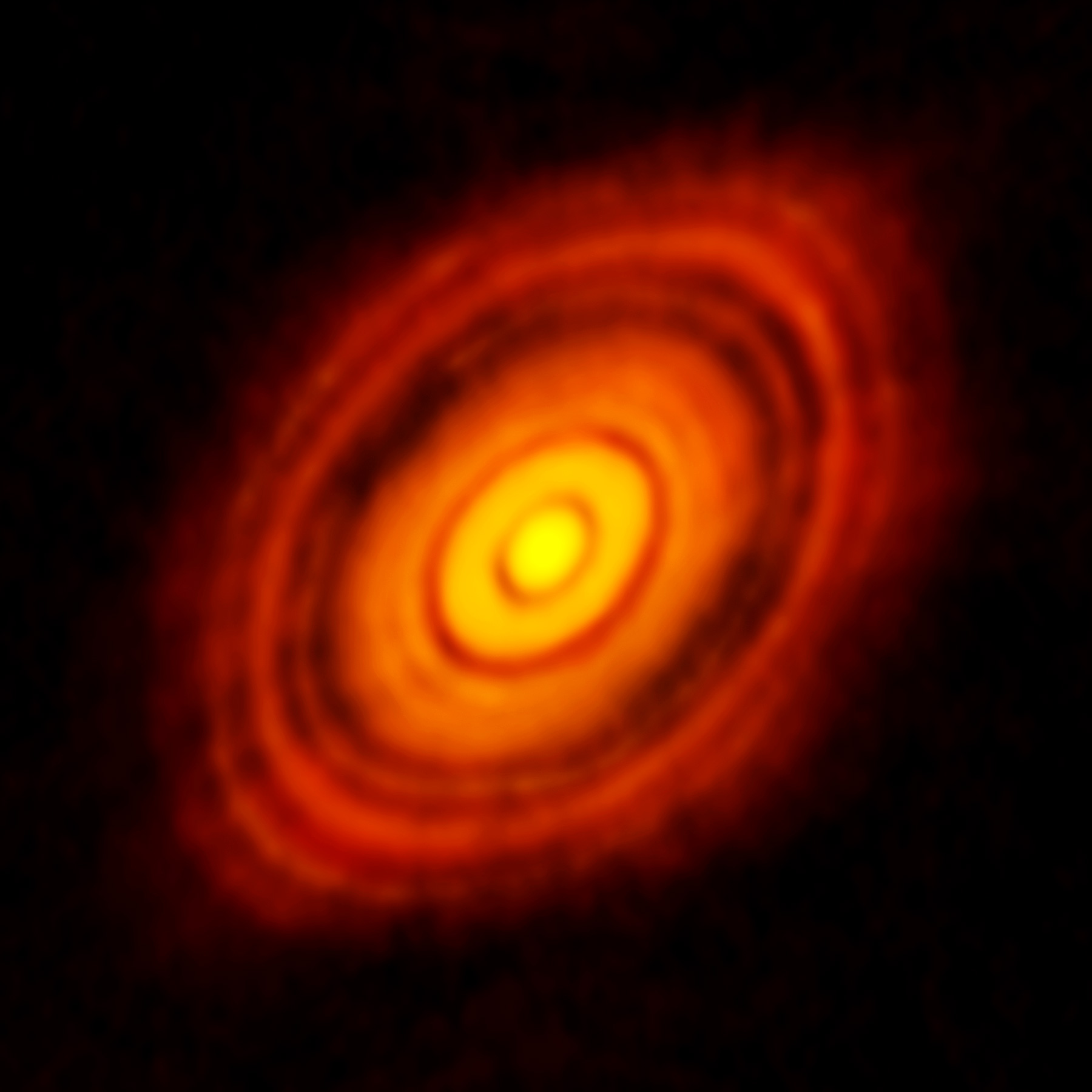
Imagem do Atacama Large Millimeter Array de HL Tauri, um disco protoplanetário

Objetos planetários que se formam no Sistema Solar exterior começam como uma mistura semelhante a um cometa de aproximadamente metade água e metade rocha em massa, exibindo uma densidade menor do que a dos planetas rochosos. Planetas e luas gelados que se formam perto da linha de gelo devem conter principalmente 
H2O e silicatos. Aqueles que se formam mais distantes podem adquirir amônia (
NH3) e metano (
CH4) como hidratos, juntamente com CO, 
N2 e 
CO2.
Planetas que se formam antes da dissipação do disco circunstelar gasoso experimentam fortes torques que podem induzir uma rápida migração para dentro da zona habitável, especialmente para planetas na faixa de massa terrestre. Como a água é altamente solúvel em magma, uma grande fração do conteúdo de água do planeta ficará inicialmente presa no manto. À medida que o planeta esfria e o manto começa a se solidificar de baixo para cima, grandes quantidades de água (entre 60% e 99% da quantidade total no manto) são exsolvidas para formar uma atmosfera de vapor, que pode eventualmente condensar para formar um oceano. A formação do oceano requer diferenciação e uma fonte de calor, seja decaimento radioativo, aquecimento das marés ou a luminosidade inicial do corpo original 
Planetas que se formaram nas regiões externas ricas em água de um disco e migraram para dentro são mais propensos a ter água em abundância. Por outro lado, os planetas que se formaram perto de suas estrelas hospedeiras são menos propensos a ter água porque acredita-se que os discos primordiais de gás e poeira tenham regiões internas quentes e secas. Portanto, se um mundo aquático for encontrado perto de uma estrela, isso seria uma forte evidência de migração e formação ex situ, porque existem voláteis insuficientes perto da estrela para formação in situ. Simulações da formação do Sistema Solar e da formação do sistema extra-solar mostraram que os planetas tendem a migrar para dentro (ou seja, em direção à estrela) à medida que se formam. A migração para fora também pode ocorrer em condições particulares. A migração interna apresenta a possibilidade de que planetas gelados possam se mover para órbitas onde seu gelo derrete em forma líquida, transformando-os em planetas oceânicos. Esta possibilidade foi discutida pela primeira vez na literatura astronômica por Marc Kuchner e Alain Léger em 2004.

## Estrutura
A estrutura interna de um corpo astronômico gelado é geralmente deduzida a partir de medições de sua densidade aparente, momentos gravitacionais e forma. Determinar o momento de inércia de um corpo pode ajudar a avaliar se ele sofreu diferenciação (separação em camadas de gelo rochoso) ou não. Medidas de forma ou gravidade podem, em alguns casos, ser usadas para inferir o momento de inércia – se o corpo estiver em equilíbrio hidrostático (ou seja, comportando-se como um fluido em longas escalas de tempo). Provar que um corpo está em equilíbrio hidrostático é extremamente difícil, mas usando uma combinação de dados de forma e gravidade, as contribuições hidrostáticas podem ser deduzidas. Técnicas específicas para detectar oceanos internos incluem indução magnética, geodésia, librações, inclinação axial, resposta de maré, sondagem de radar, evidência de composição e características da superfície.

Representação artística da estrutura interna de Ganimedes, com um oceano de água líquida "sanduichado" entre duas camadas de gelo. Camadas desenhadas em escala.

Uma lua gelada genérica consistirá em uma camada de água sobre um núcleo de silicato. Para um pequeno satélite como Encélado, um oceano ficará diretamente acima dos silicatos e abaixo de uma concha sólida de gelo, mas para um corpo maior rico em gelo como Ganimedes, as pressões são suficientemente altas para que o gelo em profundidade se transforme em fases de pressão mais altas, efetivamente formando um "sanduíche de água" com um oceano localizado entre conchas de gelo. Uma diferença importante entre esses dois casos é que para o pequeno satélite o oceano está em contato direto com os silicatos, que podem fornecer energia hidrotermal e química e nutrientes para formas de vida simples. Por causa da pressão variável em profundidade, os modelos de um mundo aquático podem incluir "fases de vapor, líquido, superfluido, gelo de alta pressão e plasma" da água. Alguma da água em fase sólida pode estar na forma de gelo VII.
A manutenção de um oceano subterrâneo depende da taxa de aquecimento interno em comparação com a taxa na qual o calor é removido e do ponto de congelamento do líquido. A sobrevivência dos oceanos e o aquecimento das marés estão, portanto, intimamente ligados.
Planetas oceânicos menores teriam atmosferas menos densas e gravidade mais baixa; assim, o líquido pode evaporar muito mais facilmente do que em planetas oceânicos mais massivos. As simulações sugerem que planetas e satélites com menos de uma massa da Terra podem ter oceanos líquidos impulsionados por atividade hidrotermal, aquecimento radiogênico ou flexão das marés. Onde as interações fluido-rocha se propagam lentamente em uma camada profunda e frágil, a energia térmica da serpentinização pode ser a principal causa da atividade hidrotermal em pequenos planetas oceânicos. A dinâmica dos oceanos globais sob as conchas de gelo em flexão de maré representa um conjunto significativo de desafios que mal começaram a ser explorados. A extensão em que o criovulcanismo ocorre é assunto de algum debate, pois a água, sendo mais densa que o gelo em cerca de 8%, tem dificuldade em entrar em erupção em circunstâncias normais. No entanto, estudos recentes sugerem que o criovulcanismo pode ocorrer em planetas oceânicos que abrigam oceanos internos sob camadas de gelo superficial como ocorre nas luas geladas Enceladus e Europa em nosso próprio sistema solar.